# Травновский сельсовет
Травновский сельсовет — бывшее муниципальное образование со статусом сельского поселения и административно-территориальное образование в Мамонтовском районе Алтайского края России. Административный центр — село Травное.
В 2012 году был упразднён, село Травное включено в Островновский сельсовет.

## Демография
По результатам Всероссийской переписи населения 2010 года, численность населения муниципального образования составила 435 человек, в том числе 207 мужчин и 228 женщин. Оценка Росстата на 1 января 2012 года — 430 человек.

## Населённые пункты
В состав сельского поселения входит один населённый пункт — село Травное.